# Man in an Orange Shirt
 (novembre 2020).
Man in an Orange Shirt est une série télévisée britannique de 2017 diffusée sur la chaîne BBC Two en deux parties, produite par Kudos Film and Television.

## Synopsis
1944. Les aléas de la Seconde Guerre Mondiale provoquent la rencontre du capitaine Michael Berryman et d'un artiste, Thomas March, dans le sud de l'Italie. Bien qu'il soit fiancé à Flora, Michael tombe sous le charme de Thomas. Quelques décennies plus tard, Adam découvre l'amour secret de son grand-père...

## Épisodes
- Épisode 1 - 31/07/2017
Réalisé par Michael Samuels
Écrit par Patrick Gale
- Épisode 2 - 07/08/2017
Réalisé par Michael Samuels
Écrit par Patrick Gale

## Casting

### Principal
- Julian Morris: Adam Berryman
- Vanessa Redgrave: Flora Berryman - âgée
- Oliver Jackson-Cohen: Capitaine Michael Berryman
- Joanna Vanderham: Flora - jeune
- James McArdle: Captain Thomas March
- David Gyasi: Steve, "l'architecte"

## Récompenses
2018 International Emmy Award pour le meilleur téléfilm/Minisérie.